# Union comorienne pour le progrès
L'Union comorienne pour le progrès est un Parti politique unique de la République fédérale islamique des Comores. Il a été créé en 1982 par Ahmed Abdallah et a été surnommé le « parti Bleu », par opposition aux anciens partis surnommés parti Blanc et parti Vert.
Aux élections législatives de 1982, un mois plus tard, le parti bleu remporte 37 sièges sur 38. En 1987, le parti remporte tous les sièges, mais ces élections sont en général considérées comme déloyales. En 1989, après le coup d’État de Bob Denard, Said Mohamed Djohar, membre du parti, devient dirigeant de la République. Le parti s'effondre en 1991 lorsque Djohar le quitte et n'obtient aucun siège à l'Assemblée.